# Vitryggig kungsfiskare
Vitryggig kungsfiskare (Todiramphus albonotatus) är en fågel i familjen kungsfiskare inom ordningen praktfåglar.

## Utseende och läte
Vitryggig kungsfiskare är en 16–18 cm lång medlem av familjen. Hanen har en vit fläck ovan tygeln, ljusblå hjässa, svart ögonmask och mörkblå vingar och stjärt medan resten av kroppen är vit. Näbben är svart med ofta ljusare hornfärgad inre del av undre näbbhalvan. Ögat är mörkt, benen gråsvarta. Honan är mörkblå på nedre delen av ryggen och övergumpen.

## Utbredning och status
Fågeln förekommer i kustlandet på ön Niu Briten i Bismarckarkipelagen, tillhörande Papua Nya Guinea. Den behandlas som monotypisk, det vill säga att den inte delas in i några underarter.

## Status och hot
Vitryggig kungsfiskare har en liten världspopulation bestående av uppskattningsvis endast 2 500–10 000 vuxna individer. Den tros också minska i antal till följd av habitatförlust. Internationella naturvårdsunionen IUCN kategoriserar den som nära hotad.